# Biny Selo
Biny Selo (ryska: Бина, azerbajdzjanska: Binə) är en ort i Azerbajdzjan.   Den ligger i distriktet Baku, i den östra delen av landet, 18 kilometer öster om huvudstaden Baku. Biny Selo ligger 1 meter över havet och antalet invånare är 24 596.
Terrängen runt Biny Selo är platt. Runt Biny Selo är det tätbefolkat, med 982 invånare per kvadratkilometer.. Närmaste större samhälle är Baku, 18,3 kilometer väster om Biny Selo. 
Omgivningarna runt Biny Selo är i huvudsak ett öppet busklandskap.